# Kosmas (Arkadien)
Kosmas (griechisch Κοσμάς (m. sg.)) ist ein Bergdorf in Arkadien auf dem Peloponnes in Griechenland. Von 1912 bis 2010 war es eine eigenständige Landgemeinde, die mit der griechischen Verwaltungsreform zusammen mit Leonidi und Tyros zur neuen Gemeinde Notia Kynouria vereinigt wurde.
Kosmas liegt nahe der Grenze zwischen Arkadien und Lakonien im Parnon-Gebirge. Im Zweiten Weltkrieg wurde das Dorf von deutschen Truppen zerstört. Dies war eine Vergeltungsmaßnahme, weil hier italienische Soldaten von Partisanen überfallen worden waren.
Das Kloster Elona liegt in Ortsnähe.

## Weblinks

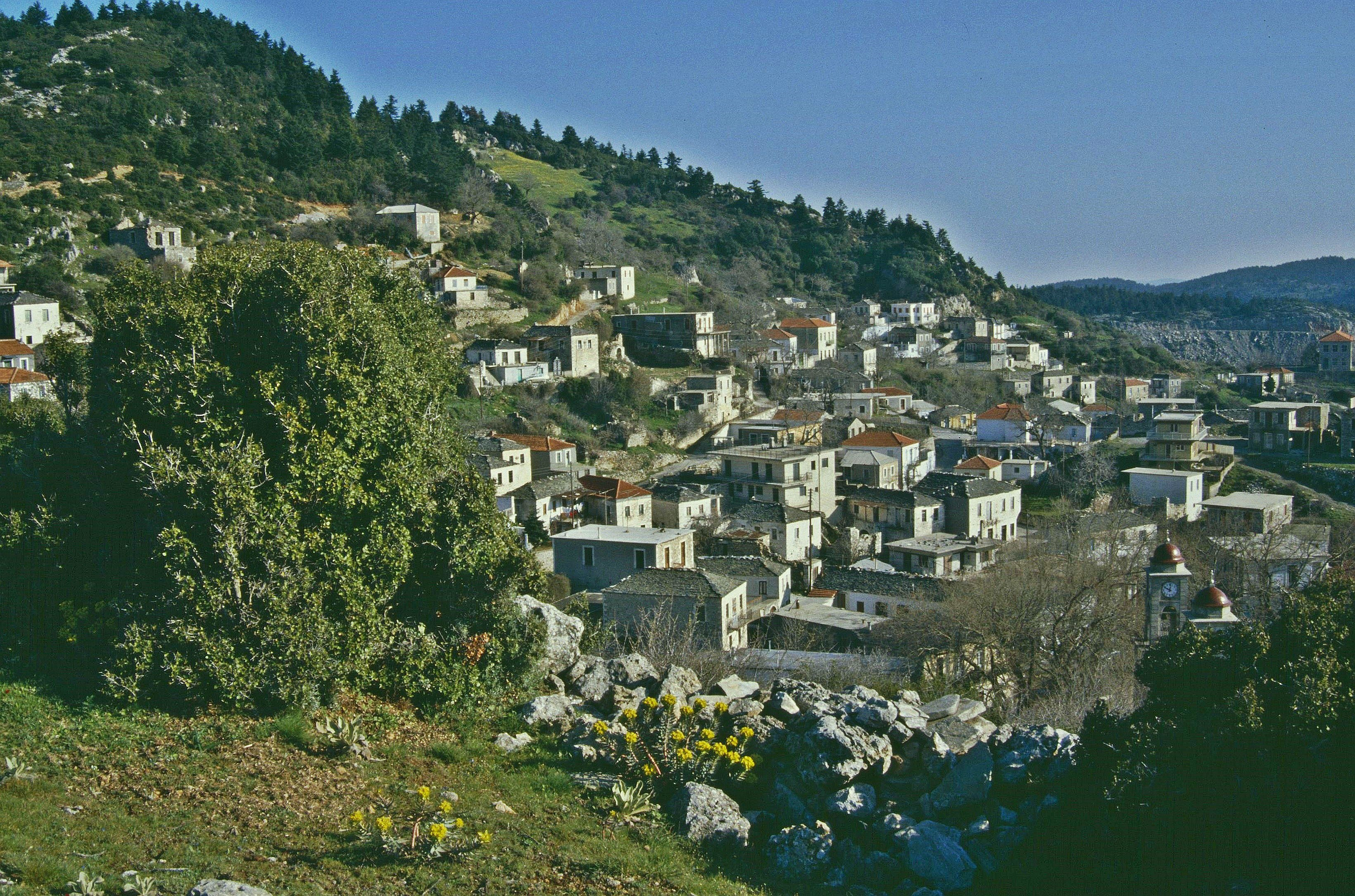
Kosmas/Peloponnes